# Partido de Colchagua
El partido de Colchagua fue una división territorial del Imperio español dentro de la Capitanía General de Chile, creado en 1786 a partir del territorio del corregimiento de Colchagua. Su capital fue la Villa de San Fernando de Tinguiririca. Estaba a cargo de un subdelegado partidario, quien presidía el Cabildo de la villa.
En 1792 se reorganizó la región al crearse el nuevo partido de Curicó.
El territorio formaba parte de la intendencia de Santiago.
Subsistió hasta tiempos posteriores a la declaración de independencia de Chile, suprimiéndose por la Constitución de 1823 y su territorio pasó a conformar la delegación de Colchagua.